# محطة مونتيسلو للطاقة النووية
محطة مونتيسلو للطاقة النووية هي محطة طاقة نووية تقع في مونتايسلو، بولاية مينيسوتا، على طول نهر المسيسيبي.

## نبذة
تحتوي المحطة والتي بدأ تشغيلها في عام 1971، على مفاعل نووي واحد (مفاعل الماء المغلي)، حيث تولد المحطة قوة قدرها 671 ميجاوات.

## الترخيص
تم ترخيص المحطة في الأصل حتى عام 2010؛ وتم تجديد الترخيص الصادر في عام 2006 بمواصلة العمل حتى 8 سبتمبر 2030.